# غامتوغ (قرية)
غامتوغ (بالإنجليزية: Gamtog (village))‏ هي التقسيم الإداري في الصين تقع في الصين في أزمة التبت والصين. يقدر عدد سكانها بـ
- نسمة .